# 2005 en tennis
| Années du tennis : 2002 - 2003 - 2004 - 2005 - 2006 - 2007 - 2008    |
| Décennies du tennis : 1970 - 1980 - 1990 - 2000 - 2010 - 2020 - 2030 |

Cet article résume les faits marquants de l'année 2005 dans le monde du tennis.

## Naissances
- Alexander Blockx, joueur de tennis belge.
- Alexandra Eala, joueuse de tennis philippine.
- Céline Naef, joueuse suisse de tennis.
- Dino Prižmić, joueur de tennis croate.
- Gabriel Debru, joueur de tennis français.
- Gilles-Arnaud Bailly, joueur de tennis belge.
- Katherine Hui, joueuse de tennis américaine.
- Linda Fruhvirtová, joueuse tchèque de tennis.
- Liv Hovde, joueuse de tennis américaine.
- Lucie Havlíčková, joueuse tchèque de tennis.
- Petra Marčinko, joueuse de tennis croate.
- Shang Juncheng, joueur de tennis chinois.

## Décès
- Henri Rochon (né en 1924), joueur de tennis canadien.
- Kay Stammers (née en 1914), joueuse de tennis britannique.
- Raymond Tuckey (né en 1910), joueur de tennis britannique.
- Sheila Piercey (née en 1919), joueuse de tennis sud-africaine.